# Bartolomé de Carranza
Bartolomé de Carranza de Miranda O.P. (1503, Miranda de Arga, Navarra - 2 de maig del 1576, Roma) fou arquebisbe i teòleg espanyol, molt influent durant la Contrareforma tant a Trento com a la restauració catòlica d'Anglaterra amb Maria I. Fou detingut per la Inquisició.

## Biografia

### Estudis
El 1515 ingressà al col·legi de gramàtics de Sant Eugeni d'Alcalá de Henares, tutelat pel seu oncle, el doctor Sancho Carranza de Miranda, magistral de Sevilla, on estudià llatí. El 1518 passà al col·legi de Santa Catalina, on estudià dos anys d'arts sota la direcció del mestre Andrés de Almenara.
El 1520, amb només setze anys, ingressà en l'Orde dels Predicadors al convent de Benalaque (Guadalajara), on completà els estudis de filosofia i teologia. En descobrir-se els seus dons, fou enviat al Col·legi de Sant Gregori de Valladolid, on jurà els estatuts el 19 d'agost del 1525.

### Trajectòria
Acabats els estudis començà la docència en arts al mateix centre, on coincideix amb Melchor Cano, qui fou el seu rival en la ciència i en les dignitats dins i fora de l'orde. La rivalitat entre aquests dos grans teòlegs s'inicià en un acte acadèmic del curs 1532-1533, en el qual tots dos ja deixaren marcades de forma irreductible llurs posicions.
El 1533 fou nomenat mestre d'estudiants i catedràtic de vespres de teologia. Compartí les seves funcions docents amb les consultes del Sant Ofici de la Inquisició, de la qual era censor i qualificador.
L'octubre del 1536, després de la mort de Diego de Astudillo, se li adjudicà la càtedra de prima de teologia, mentre que Melchor Cano entrà a ocupar la de vespres. Sol·licità la magistratura en teologia sagrada pel capítol provincial de Benavente de 1537, que li fou concedida a Roma al capítol general de 1539, acte al qual assistiren diversos cardenals i l'ambaixador de Carles V.
El setembre de 1539, ja de nou a Espanya, el capítol provincial de l'orde celebrat a Valladolid li atorgà el càrrec d'examinador dels predicadors i confessors de la província dominicana d'Espanya, juntament amb Melchor Cano.
En aquella època es distingeix pels seus sermons i explicacions de la Summa Theologiae de Tomàs d'Aquino i de la Sagrada Escriptura al Col·legi de Sant Gregori, on assistien grans mestres com Juan de la Peña, Juan de Villagarcía i Pedro de Sotomayor.

### El Concili de Trento i la Junta de Valladolid
Carles V li escrigué des de Brussel·les el 17 de gener del 1545 amb l'ordre de viatjar a Trento per assistir al concili ecumènic que es preveia imminent.
Participà de forma molt activa al Concili de Trento. Les seves intervencions foren molt lloades tant pels pares conciliars com pels cronistes de l'assemblea: sobre el cànon de la Sagrada Escriptura, el 20 de febrer del 1546, el sermó del primer diumenge de Quaresma davant els Pares del concili, el 14 de març del 1546, els discursos sobre la justificació, el 14 de juliol, el 27 de setembre i el 18 d'octubre de 1546; la intervenció sobre els sagraments en general.
Un cop dissolt el concili, és escollit prior de Palència el 1548 i actuà com a definidor al capítol provincial d'Àvila aquell mateix any. Al capítol de Segòvia del 2 de febrer de 1550 és escollit prior provincial de la província d'Espanya. Entre els anys 1548 i 1550 és proposat per a confessor del príncep (futur rei Felip II de Castella) i per a bisbe dels bisbats del Cuzco i de Canàries, dignitats que no acceptà.
Entre el 1550 i el 1551 estigué present a la Junta de Valladolid, que intentava resoldre la polèmica dels naturals o dels justos títols entre Juan Ginés de Sepúlveda i Bartolomé de las Casas.
El desembre de 1551 es reincorporà a les sessions del concili per ordre de l'emperador. El 29 de desembre d'aquell any intervingué a l'aula sobre el tema de la missa i sobre el sagrament de l'ordenació.

### A Europa
El 1553 és regent supernumerari del Col·legi de Sant Gregori de Valladolid. Per ordre del ja rei Felip II, el 12 de juliol del 1554 se n'anà a Anglaterra. És nomenat vicari pel mestre de l'Orde dels Predicadors, amb l'objectiu de restaurar els dominics a Anglaterra, malgrat que encara la vertadera intenció de la seva missió fos restaurar el catolicisme a Anglaterra. Fou confessor de la segona dona de Felip II, Maria I d'Anglaterra.
Des de la seva arribada a Anglaterra treballà com a legat pontifici o nunci del Sant Pare juntament amb el cardenal Pole, essent-ne el seu braç dret en la difícil tasca de la Contrareforma, que cristal·litzà en el sínode de Londres de 1555.
En aquella època redactà el seu famós Comentaris sobre el catecisme romà, que fou la causa del seu declivi posterior.
com a premi pel seu treball, Felip II el proposà per succeir Juan Martínez Silíceo com a arquebisbe de Toledo, seu primada de l'Imperi Espanyol. Malgrat la seva resistència, fou ordenat bisbe el 27 de febrer de 1558 al convent de Sant Domènec de Brussel·les.
Per encàrrec del monarca, exercí la funció de conseller de l'Imperi a Flandes, quan ja l'emperador Carles V s'havia retirat malalt a Yuste. Es distingeix en aquesta època pels seus profunds comentaris de la Bíblia i la Summa Teològica de Sant Tomàs.